# Quinto Fábio Máximo Gurges
Quinto Fábio Máximo Gurges (em latim: Quintus Fabius Maximus Gurges) foi um político da gente Fábia nos primeiros anos da República Romana eleito cônsul por duas vezes, em 292 e 276 a.C., com Décimo Júnio Bruto Esceva e Caio Genúcio Clepsina respectivamente. Era filho de Quinto Fábio Máximo Ruliano. É possível ainda que seja a mesma pessoa que Quinto Fábio Máximo Gurges, cônsul em 265 a.C., que pode também ser seu filho homônimo.
Seu agnome, "Gurges", significa "glutão". Assim como o seu pai e o seu avô, Fábio Gurges foi príncipe do senado.

## Primeiros anos
Em 295 a.C., quando seu pai era cônsul, foi edil curul e multou várias mulheres da nobreza por terem uma vida dissoluta. Com o dinheiro obtido por essas multas construiu um templo dedicado a Vênus perto do Circo Máximo.

## Primeiro consulado (292 a.C.)

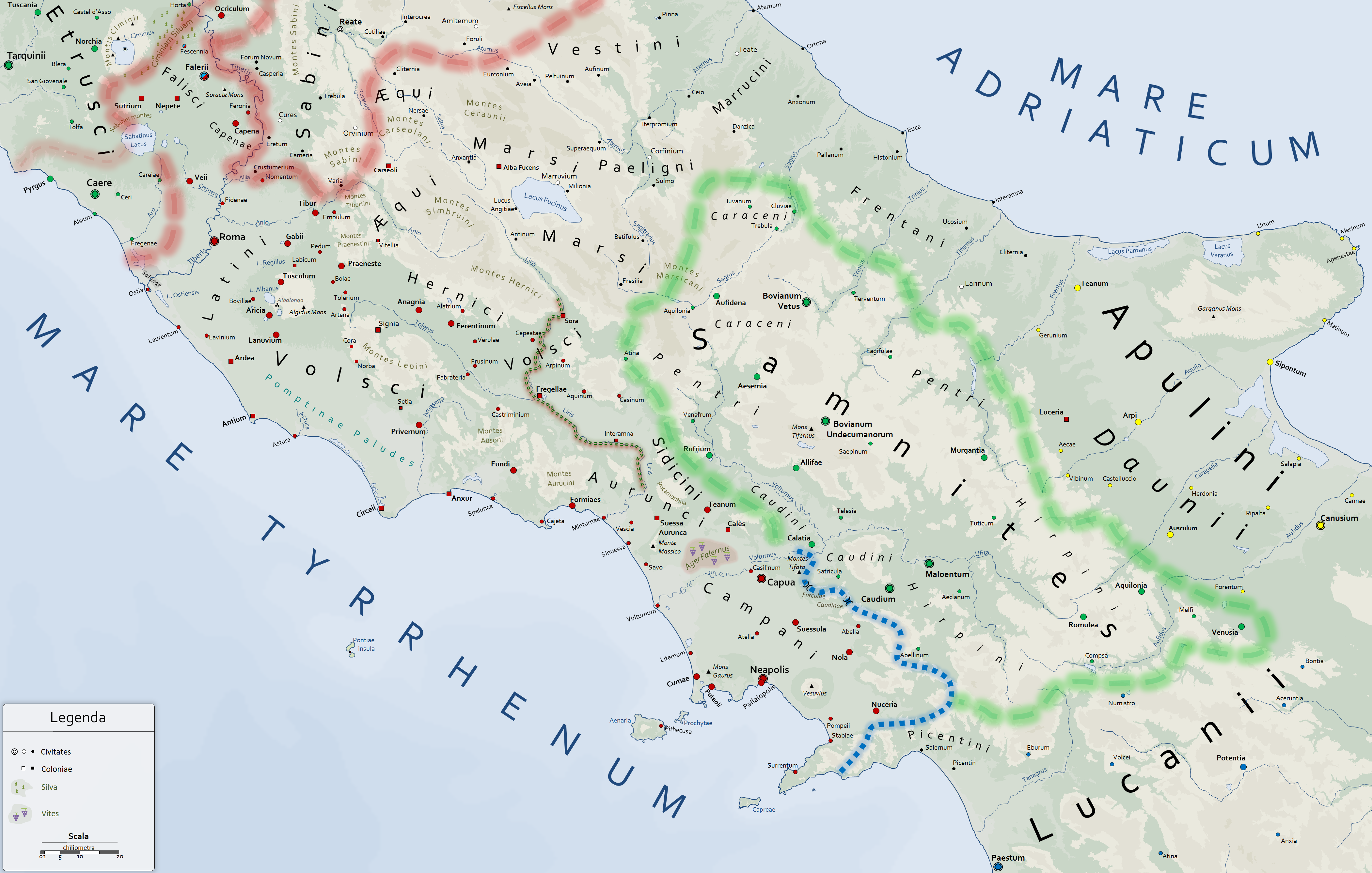
Mapa do centro da península Itálica na época da Terceira Guerra Samnita (298–290 a.C.).

Foi eleito em 292 a.C. com Décimo Júnio Bruto Esceva, um ano no qual Roma foi assolada por uma terrível epidemia. Os romanos foram derrotados pelos samnitas. Segundo o relato tardio de Aurélio Vítor, Quinto Ogúlnio Galo liderou uma delegação romana enviada para pedir a ajuda dos deuses no santuário de Esculápio, em Epidauro, no Peloponeso. Segundo o relato, uma serpente teria saído da base da estátua do deus e se abrigado a bordo de um dos navios romanos. Quando a delegação retornou, a serpente abandonou o navio e nadou pelo Tibre até a Ilha Tiberina, onde foi edificado um Templo de Esculápio e a epidemia acabou.

## Procônsul (291 a.C.)
No ano seguinte, quando o Senado Romano deliberava chamar de volta Gurges, que ainda estava em Sâmnio, Fábio Máximo se ofereceu para servir sob seu filho, o que foi aceito. Ele permaneceu com poderes proconsulares e iniciou um cerco a Comínio. Segundo Dionísio de Halicarnasso, o invejoso Megelo impediu que Gurges tomasse a fortaleza samnita de Comínio. Aproximando-se da cidade, ele escreveu para Gurges ordenando-lhe que deixasse Sâmnio. Gurges declinou, declarando que seu comando lhe havia sido concedido pelo Senado, e escreveu para Roma pedindo que o Senado confirmasse a ordem. O Senado enviou uma delegação de senadores até Megelo ordenando que ele não desfizesse um decreto do Senado. Megelo respondeu aos enviados que, como ele era o cônsul romano legitimamente eleito, ele é que comandava o Senado e não cabia ao Senado ditar como ele deveria realizar seus deveres. Ele então marchou para Comínio e forçou Gurges a renunciar ao seu comando. Gurges não tinha outra escolha a não ser obedecer e Megelo, assumindo o comando dos dois exércitos, imediatamente enviou Gurges de volta para Roma. Comínio rapidamente caiu e Megelo continuou sua campanha até o final da temporada.
Retornando a Roma, Megelo exigiu um novo triunfo pelas suas vitórias, o que foi negado pelo Senado. Ele pediu então o apoio do povo, mas teve uma recepção morna. Incansável, Megelo pediu a ajuda dos tribunos da plebe e, embora tenha conseguido o apoio de três, os outros sete vetaram o pedido. O Senado, por sua vez, votou um triunfo para o homem que ele expulsou, Quinto Fábio Máximo Gurges, permitindo que ele reivindicasse o crédito pela captura de Comínio. Na celebração do triunfo, o velho Fábio cavalgou ao lado do carro do seu filho. Pelo seu sucesso nesta campanha, Fábio Gurges dedicou um santuário a "Venus Obsequente", porque a deusa atendera as suas orações.

## Segundo consulado (276 a.C.)
Foi cônsul pela segunda vez em 276 a.C. com Caio Genúcio Clepsina. Durante seu mandato, recebeu um triunfo sobre samnitas e brútios. Pouco depois foi enviado como legado romano à corte de Ptolemeu II do Egito. Todos os presentes que Fábio e o restante dos representantes romanos receberam do monarca egípcio foram depositados no tesouro público à sua volta a Roma, porém, um decreto do Senado Romano decidiu que os embaixadores deveriam ficar com eles.

## Terceiro consulado (265 a.C.)?
Ele ou seu filho morreu em batalha, enquanto ocupava o consulado. Os cônsules (ou apenas o cônsul Fábio) foram enviados para lutar contra os volsínios, na Etrúria, para assegurar a liberdade dos cidadãos. Os volsínios, o povo mais antigo dos etruscos, que haviam resistido aos romanos até serem conquistados, haviam se tornado indolentes, passando a ser governado por seus servos. Eles pediram ajuda aos romanos, que enviaram Fábio. Ele derrotou as forças enviadas contra ele, cercou os rebeldes dentro da cidadela e a atacou, mas foi ferido e morreu. Os rebeldes tentaram contra-atacar, mas voltaram para a cidade, e, com fome, se renderam. Outro cônsul executou os que haviam usurpado as honras da classe governante, destruiu completamente a cidade e realocou os cidadãos nativos e os servos que haviam se mantido fiéis a novos mestres em outro local. Segundo Thomas Arnold, a conquista e destruição de Volsínios ocorreu no ano seguinte e foi obra de Décio Mus, cônsul em 475 A.U.C., e que estaria, em 489 A.U.C. (264 a.C.) ocupando ou o cargo de pretor ou de ditador.

## Descendência
Se não era a mesma pessoa, era pai de Quinto Fábio Máximo Gurges, cônsul em 265 a.C.. Foi o pai ou o avô paterno de Quinto Fábio Máximo Verrucoso, cônsul em 233, 228, 215 (sufecto), 214 e 209 a.C.